# Zamarada phrontisaria
Zamarada phrontisaria là một loài bướm đêm trong họ Geometridae.